# Vierschanzentournee 2018/19
Die 67. Vierschanzentournee 2018/19 war eine Reihe von Skisprungwettkämpfen, die als Teil des Skisprung-Weltcups 2018/19 zwischen dem 29. Dezember 2018 und dem 6. Januar 2019 stattfand. Die Tournee wurde von der FIS organisiert. Die Wettkämpfe fanden wie in jedem Winter auf den vier Skisprungschanzen von Oberstdorf, Garmisch-Partenkirchen, Innsbruck und Bischofshofen statt. Wie bei allen Weltcupspringen gab es auch für die Tourneeetappen Weltcuppunkte.
Der Japaner Ryōyū Kobayashi gewann erstmals die Tournee, nachdem er bei allen vier Springen siegreich war. Dies war zuvor nur dem Deutschen Sven Hannawald (2001/02) und dem polnischen Titelverteidiger Kamil Stoch (2017/18) gelungen.

## Vorfeld

### Gesamtweltcupstand vor der Vierschanzentournee
| Rang | Name                 | Punkte |
| ---- | -------------------- | ------ |
| 01.  | Ryōyū Kobayashi      | 556    |
| 02.  | Piotr Żyła           | 445    |
| 03.  | Kamil Stoch          | 365    |
| 04.  | Karl Geiger          | 327    |
| 05.  | Johann André Forfang | 321    |
| 06.  | Stephan Leyhe        | 255    |
| 07.  | Jewgeni Klimow       | 238    |
| 08.  | Robert Johansson     | 202    |
| 09.  | Andreas Wellinger    | 198    |
| 10.  | Timi Zajc            | 179    |

### Teilnehmende Nationen und nominierte Athleten
Die Anzahl der Athleten, die die Nationen an den Start schicken dürfen, ist abhängig von den zuvor erzielten Saisonergebnissen. Zusätzlich schicken die austragenden Nationen Deutschland (in Oberstdorf und Garmisch-Partenkirchen) und Österreich (in Innsbruck und Bischofshofen) eine nationale Gruppe von jeweils sechs Athleten an den Start.
Folgende Skispringer wurden nominiert:
| Nation             | Plätze | Anzahl | Athleten |
| ------------------ | ------ | ------ | --- |
| Deutschland        | 7 + 6  | 13     | Markus Eisenbichler, Richard Freitag, Severin Freund (bis Garmisch-Partenkirchen), Karl Geiger, Stephan Leyhe, David Siegel, Andreas Wellinger Nationale Gruppe: Moritz Baer, Martin Hamann, Felix Hoffmann, Justin Lisso, Pius Paschke, Constantin Schmid (auch in Innsbruck und Bischofshofen) |
| Österreich         | 6 + 6  | 12     | Philipp Aschenwald, Manuel Fettner, Michael Hayböck, Daniel Huber, Stefan Kraft, Markus Schiffner Nationale Gruppe: Clemens Aigner, David Haagen, Thomas Hofer, Jan Hörl, Andreas Kofler, Clemens Leitner                                                                                        |
| Bulgarien          | 1      | 1      | Wladimir Sografski |
| Estland            | 1      | 1      | Martti Nõmme |
| Finnland           | 3      | 4      | Antti Aalto, Andreas Alamommo (ab Innsbruck), Jarkko Määttä (bis Garmisch-Partenkirchen), Eetu Nousiainen |
| Frankreich         | 1      | 1      | Jonathan Learoyd (bis Garmisch-Partenkirchen) |
| Italien            | 1      | 1      | Alex Insam |
| Japan              | 6      | 6      | Daiki Itō, Noriaki Kasai, Junshirō Kobayashi, Ryōyū Kobayashi, Naoki Nakamura, Yukiya Satō |
| Kanada             | 1      | 1      | MacKenzie Boyd-Clowes |
| Kasachstan         | 2      | 2      | Sabyrschan Muminow, Sergei Tkatschenko |
| Norwegen           | 7      | 7      | Anders Fannemel, Johann André Forfang, Halvor Egner Granerud, Robert Johansson, Robin Pedersen, Andreas Stjernen, Daniel-André Tande |
| Polen              | 7      | 7      | Stefan Hula, Maciej Kot, Dawid Kubacki, Kamil Stoch, Jakub Wolny, Aleksander Zniszczoł, Piotr Żyła |
| Russland           | 4      | 4      | Jewgeni Klimow, Michail Nasarow, Maxim Sergejew, Roman Trofimow |
| Schweiz            | 4      | 4      | Simon Ammann, Sandro Hauswirth (bis Garmisch-Partenkirchen), Killian Peier, Andreas Schuler |
| Slowenien          | 6      | 9      | Jernej Damjan, Nejc Dežman (in Bischofshofen), Rok Justin (in Innsbruck), Anže Lanišek (ab Innsbruck), Bor Pavlovčič, Domen Prevc (bis Garmisch-Partenkirchen), Peter Prevc (bis Garmisch-Partenkirchen), Anže Semenič, Timi Zajc                                                                |
| Tschechien         | 4      | 4      | Lukáš Hlava, Čestmír Kožíšek, Roman Koudelka, Viktor Polášek |
| Vereinigte Staaten | 3      | 2      | Kevin Bickner, Casey Larson (in Garmisch-Partenkirchen und Innsbruck) |

## Austragungsorte

### Oberstdorf
Audi Arena Oberstdorf (HS 137)
Die Qualifikation für das Auftaktspringen der 67. Vierschanzentournee in Oberstdorf fand am 29. Dezember 2018 statt. Stefan Kraft gewann diese vor Ryōyū Kobayashi und Piotr Żyła.
Der Wettkampf begann am 30. Dezember 2018 um 16:30 Uhr.
| Rang | Name                | Punkte | Weite 1 | Weite 2 |
| ---- | ------------------- | ------ | ------- | ------- |
| 01   | Ryōyū Kobayashi     | 282,3  | 138,5 m | 126,5 m |
| 02   | Markus Eisenbichler | 281,9  | 133,0 m | 129,0 m |
| 03   | Stefan Kraft        | 280,5  | 131,0 m | 134,5 m |
| 04   | Andreas Stjernen    | 278,2  | 132,5 m | 131,0 m |
| 05   | Dawid Kubacki       | 269,8  | 128,5 m | 133,5 m |
| 06   | Piotr Żyła          | 268,3  | 133,0 m | 126,5 m |
| 07   | Robert Johansson    | 268,0  | 129,0 m | 125,0 m |
| 08   | Kamil Stoch         | 267,6  | 127,0 m | 131,0 m |
| 09   | Timi Zajc           | 266,0  | 127,0 m | 125,5 m |
| 10   | Daniel Huber        | 265,2  | 129,0 m | 124,0 m |
| 11   | Roman Koudelka      | 264,4  | 126,0 m | 129,0 m |
| 12   | Karl Geiger         | 262,9  | 129,0 m | 128,0 m |
| 13   | Stephan Leyhe       | 260,0  | 125,5 m | 125,0 m |
| 14   | Simon Ammann        | 258,3  | 125,0 m | 126,0 m |
| 15   | Yukiya Satō         | 255,0  | 130,0 m | 124,5 m |

| Rang | Name                 | Punkte | Weite 1 | Weite 2 |
| ---- | -------------------- | ------ | ------- | ------- |
| 16   | Richard Freitag      | 251,0  | 123,5 m | 122,5 m |
| 17   | David Siegel         | 250,2  | 121,5 m | 122,0 m |
| 18   | Peter Prevc          | 247,5  | 120,5 m | 122,5 m |
| 19   | Killian Peier        | 241,2  | 123,0 m | 119,0 m |
| 20   | Jewgeni Klimow       | 240,6  | 124,0 m | 117,0 m |
| 21   | Pius Paschke         | 240,3  | 120,0 m | 116,5 m |
| 22   | Antti Aalto          | 240,0  | 120,0 m | 118,0 m |
| 23   | Wladimir Sografski   | 239,1  | 125,0 m | 118,0 m |
| 24   | Constantin Schmid    | 226,6  | 119,0 m | 113,0 m |
| 25   | Johann André Forfang | 226,3  | 125,0 m | 110,0 m |
| 26   | Jakub Wolny          | 225,4  | 116,0 m | 117,0 m |
| 27   | Michael Hayböck      | 214,6  | 118,5 m | 109,0 m |
| 28   | Viktor Polášek       | 210,8  | 119,0 m | 109,0 m |
| 29   | Naoki Nakamura       | 208,8  | 118,0 m | 108,0 m |
| 30   | Markus Schiffner     | 208,4  | 119,5 m | 107,0 m |

### Garmisch-Partenkirchen
Große Olympiaschanze (HS 140)
Die Qualifikation für das Neujahrsspringen genannte zweite Springen der 67. Vierschanzentournee fand am 31. Dezember 2018 in Garmisch-Partenkirchen statt. Diese gewann Dawid Kubacki vor Ryōyū Kobayashi und Kamil Stoch.
Am 1. Januar 2019 um 14:00 Uhr begann der Wettkampf.
| Rang | Name                  | Punkte | Weite 1 | Weite 2 |
| ---- | --------------------- | ------ | ------- | ------- |
| 01   | Ryōyū Kobayashi       | 266,6  | 136,5 m | 133,0 m |
| 02   | Markus Eisenbichler   | 264,7  | 138,0 m | 135,0 m |
| 03   | Dawid Kubacki         | 256,2  | 133,5 m | 133,0 m |
| 04   | Roman Koudelka        | 253,8  | 133,0 m | 134,5 m |
| 05   | Junshirō Kobayashi    | 249,4  | 131,0 m | 131,5 m |
| 06   | Kamil Stoch           | 249,2  | 129,0 m | 134,0 m |
| 07   | Stephan Leyhe         | 249,0  | 128,0 m | 135,0 m |
| 08   | Timi Zajc             | 248,7  | 132,0 m | 132,5 m |
| 09   | Halvor Egner Granerud | 245,4  | 127,0 m | 132,0 m |
| 10   | Andreas Stjernen      | 245,3  | 129,5 m | 134,0 m |
| 11   | Piotr Żyła            | 241,3  | 128,5 m | 130,5 m |
| 12   | Daiki Itō             | 241,2  | 130,0 m | 130,0 m |
| 13   | Jakub Wolny           | 240,8  | 128,0 m | 127,5 m |
| 14   | Anders Fannemel       | 239,8  | 130,0 m | 128,5 m |
| 15   | Daniel Huber          | 238,8  | 120,0 m | 136,5 m |

| Rang | Name                 | Punkte | Weite 1 | Weite 2 |
| ---- | -------------------- | ------ | ------- | ------- |
| 16   | Jewgeni Klimow       | 236,7  | 130,0 m | 129,0 m |
| 17   | David Siegel         | 236,3  | 125,0 m | 129,0 m |
| 17   | Yukiya Satō          | 236,3  | 126,5 m | 134,0 m |
| 19   | Robert Johansson     | 235,8  | 120,5 m | 136,5 m |
| 19   | Karl Geiger          | 235,8  | 127,0 m | 130,0 m |
| 21   | Simon Ammann         | 235,4  | 126,0 m | 130,0 m |
| 22   | Johann André Forfang | 235,3  | 122,0 m | 136,0 m |
| 23   | Killian Peier        | 232,9  | 125,0 m | 132,5 m |
| 24   | Richard Freitag      | 231,8  | 132,5 m | 123,0 m |
| 25   | Wladimir Sografski   | 226,3  | 117,0 m | 133,0 m |
| 26   | Naoki Nakamura       | 226,2  | 126,0 m | 126,0 m |
| 27   | Anže Semenič         | 223,9  | 124,0 m | 130,0 m |
| 28   | Manuel Fettner       | 213,1  | 120,0 m | 126,0 m |
| 29   | Constantin Schmid    | 206,0  | 123,5 m | 121,5 m |
| 30   | Robin Pedersen       | 201,9  | 120,5 m | 119,0 m |

| Rang | Name                | Punkte |
| ---- | ------------------- | ------ |
| 01   | Ryōyū Kobayashi     | 548,9  |
| 02   | Markus Eisenbichler | 546,6  |
| 03   | Dawid Kubacki       | 526,0  |
| 04   | Andreas Stjernen    | 523,5  |
| 05   | Roman Koudelka      | 518,2  |
| 06   | Kamil Stoch         | 516,8  |
| 07   | Timi Zajc           | 514,7  |
| 08   | Piotr Żyła          | 509,6  |
| 09   | Stephan Leyhe       | 509,0  |
| 10   | Daniel Huber        | 504,0  |

### Innsbruck
Bergiselschanze (HS 130)
Die Qualifikation für den dritten Bewerb der 67. Vierschanzentournee in Innsbruck erfolgte am 3. Januar 2019 um 14:00 Uhr. Ryōyū Kobayashi gewann diese vor Roman Koudelka und Johann André Forfang.
Der Wettkampf ging am 4. Januar 2019 um 14:00 Uhr vonstatten.
| Rang | Name                | Punkte | Weite 1 | Weite 2 |
| ---- | ------------------- | ------ | ------- | ------- |
| 01   | Ryōyū Kobayashi     | 267,0  | 136,5 m | 131,0 m |
| 02   | Stefan Kraft        | 254,2  | 129,5 m | 130,5 m |
| 03   | Andreas Stjernen    | 242,7  | 131,0 m | 126,0 m |
| 04   | Stephan Leyhe       | 239,1  | 129,0 m | 127,5 m |
| 05   | Kamil Stoch         | 234,1  | 126,5 m | 131,0 m |
| 06   | Yukiya Satō         | 231,4  | 129,0 m | 123,5 m |
| 07   | Killian Peier       | 230,6  | 127,0 m | 123,0 m |
| 08   | Richard Freitag     | 230,0  | 128,0 m | 124,0 m |
| 09   | Roman Koudelka      | 228,4  | 123,0 m | 125,0 m |
| 10   | Timi Zajc           | 226,6  | 130,0 m | 119,5 m |
| 11   | Robert Johansson    | 226,1  | 129,0 m | 124,0 m |
| 12   | Anže Lanišek        | 224,8  | 126,5 m | 123,0 m |
| 13   | Markus Eisenbichler | 223,8  | 129,0 m | 123,5 m |
| 14   | Daniel Huber        | 222,8  | 127,0 m | 121,0 m |
| 15   | Daiki Itō           | 222,3  | 124,5 m | 124,5 m |

| Rang | Name                 | Punkte | Weite 1 | Weite 2 |
| ---- | -------------------- | ------ | ------- | ------- |
| 16   | Manuel Fettner       | 219,6  | 121,5 m | 122,5 m |
| 17   | Simon Ammann         | 217,6  | 125,0 m | 123,5 m |
| 18   | Dawid Kubacki        | 216,5  | 130,0 m | 116,0 m |
| 19   | Jewgeni Klimow       | 214,3  | 122,0 m | 120,5 m |
| 20   | Andreas Wellinger    | 207,8  | 118,5 m | 121,0 m |
| 21   | Michael Hayböck      | 205,9  | 123,0 m | 115,5 m |
| 21   | Johann André Forfang | 205,9  | 119,5 m | 123,5 m |
| 23   | Philipp Aschenwald   | 203,9  | 123,5 m | 115,0 m |
| 24   | Karl Geiger          | 203,3  | 120,5 m | 115,5 m |
| 25   | Anders Fannemel      | 202,0  | 124,5 m | 116,0 m |
| 26   | Junshirō Kobayashi   | 200,5  | 124,0 m | 114,0 m |
| 27   | Wladimir Sografski   | 197,4  | 120,0 m | 111,5 m |
| 28   | David Siegel         | 196,4  | 123,0 m | 112,5 m |
| 29   | Jan Hörl             | 188,6  | 120,0 m | 110,0 m |
| 30   | Stefan Hula          | 186,4  | 120,0 m | 112,0 m |

| Rang | Name                | Punkte |
| ---- | ------------------- | ------ |
| 01   | Ryōyū Kobayashi     | 815,9  |
| 02   | Markus Eisenbichler | 770,4  |
| 03   | Andreas Stjernen    | 766,2  |
| 04   | Kamil Stoch         | 750,9  |
| 05   | Stephan Leyhe       | 748,1  |
| 06   | Roman Koudelka      | 746,6  |
| 07   | Dawid Kubacki       | 742,5  |
| 08   | Timi Zajc           | 741,3  |
| 09   | Robert Johansson    | 729,9  |
| 10   | Daniel Huber        | 726,8  |

### Bischofshofen
Paul-Außerleitner-Schanze (HS 140)
Aufgrund starken Schneefalles wurde die Qualifikation für das Dreikönigsspringen auf den 6. Januar 2019, 14:30 Uhr, verschoben. Der Wettkampf fand im Anschluss ab 17:00 Uhr statt.
| Rang | Name                  | Punkte | Weite 1 | Weite 2 |
| ---- | --------------------- | ------ | ------- | ------- |
| 01   | Ryōyū Kobayashi       | 282,1  | 135,0 m | 137,5 m |
| 02   | Dawid Kubacki         | 268,3  | 138,0 m | 130,0 m |
| 03   | Stefan Kraft          | 267,5  | 134,0 m | 131,5 m |
| 04   | Stephan Leyhe         | 266,0  | 126,0 m | 137,0 m |
| 05   | Markus Eisenbichler   | 265,5  | 137,0 m | 131,5 m |
| 06   | Roman Koudelka        | 259,7  | 133,0 m | 130,5 m |
| 07   | Halvor Egner Granerud | 258,0  | 128,5 m | 135,0 m |
| 08   | Killian Peier         | 254,6  | 131,5 m | 127,0 m |
| 09   | Robert Johansson      | 253,3  | 132,0 m | 126,5 m |
| 10   | Karl Geiger           | 249,5  | 122,0 m | 133,5 m |
| 11   | Daniel Huber          | 243,6  | 121,0 m | 131,5 m |
| 12   | Kamil Stoch           | 243,1  | 129,0 m | 123,5 m |
| 13   | Piotr Żyła            | 241,8  | 130,0 m | 127,0 m |
| 14   | Michael Hayböck       | 240,5  | 124,0 m | 129,0 m |
| 15   | Andreas Wellinger     | 234,7  | 121,5 m | 128,5 m |

| Rang | Name                 | Punkte | Weite 1 | Weite 2 |
| ---- | -------------------- | ------ | ------- | ------- |
| 16   | Simon Ammann         | 234,5  | 125,5 m | 130,5 m |
| 17   | Johann André Forfang | 231,6  | 124,0 m | 126,5 m |
| 18   | Robin Pedersen       | 231,0  | 124,0 m | 125,0 m |
| 19   | Constantin Schmid    | 230,3  | 121,0 m | 129,0 m |
| 20   | Antti Aalto          | 228,8  | 125,0 m | 123,0 m |
| 21   | Anže Semenič         | 228,0  | 122,0 m | 126,0 m |
| 22   | Daiki Itō            | 226,9  | 123,5 m | 128,0 m |
| 23   | Yukiya Satō          | 224,7  | 118,0 m | 120,5 m |
| 24   | Manuel Fettner       | 223,9  | 124,0 m | 121,0 m |
| 25   | Andreas Stjernen     | 221,8  | 120,0 m | 118,0 m |
| 26   | Jewgeni Klimow       | 218,4  | 132,5 m | 115,5 m |
| 27   | Richard Freitag      | 214,8  | 121,0 m | 120,0 m |
| 28   | Wladimir Sografski   | 209,6  | 125,0 m | 119,0 m |
| 29   | Junshirō Kobayashi   | 209,3  | 123,5 m | 114,0 m |
| 30   | Čestmír Kožíšek      | 206,1  | 118,5 m | 120,5 m |

## Tournee-Endstand

### Übersicht
| Datum          | Ort                    | Schanze                         | Anmerkung      | Sieger          | Zweiter             | Dritter          | Gesamtführender |
| -------------- | ---------------------- | ------------------------------- | -------------- | --------------- | ------------------- | ---------------- | --------------- |
| 30.12.2018     | Oberstdorf             | Schattenbergschanze HS137       | Nacht          | Ryōyū Kobayashi | Markus Eisenbichler | Stefan Kraft     | Ryōyū Kobayashi |
| 01.01.2019     | Garmisch-Partenkirchen | Große Olympiaschanze HS142      |                | Ryōyū Kobayashi | Markus Eisenbichler | Dawid Kubacki    | Ryōyū Kobayashi |
| 04.01.2019     | Innsbruck              | Bergiselschanze HS130           |                | Ryōyū Kobayashi | Stefan Kraft        | Andreas Stjernen | Ryōyū Kobayashi |
| 06.01.2019     | Bischofshofen          | Paul-Außerleitner-Schanze HS142 | Nacht          | Ryōyū Kobayashi | Dawid Kubacki       | Stefan Kraft     | Ryōyū Kobayashi |
| Gesamtwertung: | Gesamtwertung:         | Gesamtwertung:                  | Gesamtwertung: | Ryōyū Kobayashi | Markus Eisenbichler | Stephan Leyhe    |                 |

### Gesamtwertung der 67. Vierschanzentournee
Nach allen vier Springen werden die Punkte der Skispringer aus allen acht Wertungsdurchgängen addiert. Der Springer mit der höchsten Punktzahl ist der Gesamtsieger der Tournee.
| Rang | Name                 | Punkte |
| ---- | -------------------- | ------ |
| 01.  | Ryōyū Kobayashi      | 1098,0 |
| 02.  | Markus Eisenbichler  | 1035,9 |
| 03.  | Stephan Leyhe        | 1014,1 |
| 04.  | Dawid Kubacki        | 1010,8 |
| 05.  | Roman Koudelka       | 1006,3 |
| 06.  | Kamil Stoch          | 0994,0 |
| 07.  | Andreas Stjernen     | 0988,0 |
| 08.  | Robert Johansson     | 0983,2 |
| 09.  | Daniel Huber         | 0970,4 |
| 10.  | Killian Peier        | 0959,3 |
| 11.  | Karl Geiger          | 0951,5 |
| 12.  | Yukiya Satō          | 0947,4 |
| 13.  | Simon Ammann         | 0945,8 |
| 14.  | Richard Freitag      | 0927,6 |
| 15.  | Jewgeni Klimow       | 0910,0 |
| 16.  | Johann André Forfang | 0899,1 |
| 17.  | Stefan Kraft         | 0881,6 |
| 18.  | Wladimir Sografski   | 0872,4 |
| 19.  | Piotr Żyła           | 0842,1 |
| 20.  | Timi Zajc            | 0834,1 |
| 21.  | Daiki Itō            | 0811,1 |
| 22.  | David Siegel         | 0768,0 |
| 23.  | Constantin Schmid    | 0763,0 |
| 24.  | Manuel Fettner       | 0748,7 |
| 25.  | Junshirō Kobayashi   | 0746,9 |
| 26.  | Michael Hayböck      | 0746,7 |
| 27.  | Anders Fannemel      | 0664,2 |
| 28.  | Anže Semenič         | 0662,9 |
| 29.  | Jakub Wolny          | 0654,5 |
| 30.  | Antti Aalto          | 0653,7 |
| 31.  | Andreas Wellinger    | 0653,0 |
| 32.  | Naoki Nakamura       | 0639,0 |
| 33.  | Robin Pedersen       | 0548,7 |

| Rang | Name                  | Punkte |
| ---- | --------------------- | ------ |
| 34.  | Philipp Aschenwald    | 504,9  |
| 35.  | Halvor Egner Granerud | 503,4  |
| 36.  | Stefan Hula           | 479,1  |
| 37.  | Daniel-André Tande    | 393,5  |
| 38.  | Viktor Polášek        | 389,7  |
| 39.  | Jernej Damjan         | 341,8  |
| 40.  | Pius Paschke          | 337,8  |
| 41.  | Anže Lanišek          | 320,6  |
| 42.  | Noriaki Kasai         | 305,7  |
| 43.  | Čestmír Kožíšek       | 302,3  |
| 44.  | Markus Schiffner      | 292,6  |
| 45.  | Jan Hörl              | 291,8  |
| 46.  | Peter Prevc           | 247,5  |
| 47.  | Mackenzie Boyd-Clowes | 217,1  |
| 48.  | Bor Pavlovčič         | 206,5  |
| 49.  | Severin Freund        | 201,1  |
| 50.  | Felix Hoffmann        | 196,7  |
| 51.  | Aleksander Zniszczoł  | 194,5  |
| 52.  | Moritz Baer           | 193,7  |
| 53.  | Clemens Aigner        | 192,6  |
| 54.  | Alex Insam            | 188,2  |
| 55.  | Kevin Bickner         | 185,6  |
| 56.  | Clemens Leitner       | 181,6  |
| 57.  | Andreas Schuler       | 169,5  |
| 58.  | Martin Hamann         | 168,9  |
| 59.  | Andreas Alamommo      | 165,0  |
| 60.  | Jonathan Learoyd      | 111,7  |
| 61.  | Maciej Kot            | 095,0  |
| 62.  | Rok Justin            | 094,0  |
| 63.  | Lukáš Hlava           | 093,6  |
| 64.  | Thomas Hofer          | 090,2  |
| 65.  | Sergei Tkatschenko    | 088,7  |
| 66.  | Roman Trofimow        | 082,0  |

### Gesamtweltcupstand nach der Vierschanzentournee
| Rang | Name                 | Punkte |
| ---- | -------------------- | ------ |
| 01.  | Ryōyū Kobayashi      | 956    |
| 02.  | Piotr Żyła           | 529    |
| 03.  | Kamil Stoch          | 504    |
| 04.  | Stephan Leyhe        | 411    |
| 05.  | Karl Geiger          | 394    |
| 06.  | Johann André Forfang | 360    |
| 07.  | Dawid Kubacki        | 352    |
| 08.  | Stefan Kraft         | 351    |
| 09.  | Markus Eisenbichler  | 329    |
| 10.  | Robert Johansson     | 303    |